# Янгірабад
Янгірабад (Янгіработ; узб. Янгирабод, Yangirabod) — місто в Узбекистані, центр Хатирчинського району Навоїйської області. Має статус міста з 1996 року.

## Географія
Розташоване на правому березі Акдар'ї, за 14 км на північ від залізничної станції Зірабулак на лінії Навої—Мароканд, за 64 км на схід від Навої. Бавовнозавод.

## Інфраструктура
Основна спеціалізація - виробництво сільськогосподарської продукції, серед великих промислових підприємств - бавовнопереробний завод.
Районний центр має розвинену культурну та соціальну інфраструктуру, тут розташовані — центральна районна поліклініка, центральна районна бібліотека, будинок культури, музей, парк культури та відпочинку, стадіон.
У Янгирабадi також один із найбільших ринків Навоїйской областi.

## Визначні пам'ятки
У Янгірабаті розташована діюча мечеть Шейх-Гадою Селкін XIV століття. На території мечеті, відреставрованої у 2006 році, був похований шейх Абдурахмон Гадой, учень та послідовник Бахауддіна Накшбанда.
У районному центрі в середині 70-х років минулого століття був утворений один із найкращих на сьогоднішній день музеїв Навоїйської області. Експозиція історико-краєзнавчого музею складається з 908 експонатів XIV—XIX століть, більша частина яких була передана музею місцевими жителями.
Один із залів музею присвячений увічненню пам'яті мешканців міста — учасників Німецько-Радянської війни. Ознайомлення з експозицією музею входить до освітньої програми Хатирчинського району.

## Населення
| 1979 | 1989  | 2004  |
| ---- | ----- | ----- |
| 9568 | 11364 | 15500 |